# Megaselia carola
Megaselia carola är en tvåvingeart som beskrevs av Robinson 1981. Megaselia carola ingår i släktet Megaselia och familjen puckelflugor.
Artens utbredningsområde är Kansas. Inga underarter finns listade i Catalogue of Life.